# Iubirea noastră mută
„Iubirea noastră mută” este un cântec al cântăreței de origine moldovenească Irina Rimes. Melodia a fost creată de Irina alături de Alex Cotoi și Constantin Sava. Piesa a fost lansată împreună cu un videoclip pe 8 noiembrie 2016 și este inclusă pe primul album de studio al interpretei, Despre el (2017).

## Clasamente
| Țară (clasament) | Poziția maximă | Referință |
| ---------------- | -------------- | --------- |
| Airplay Top 100  | 84             | [ 1 ]     |